# Roughnecks de Tulsa (1978-1985)
Pour les articles homonymes, voir Roughnecks de Tulsa.
Maillots
Les Roughnecks de Tulsa (en anglais : Tulsa Roughnecks) étaient une franchise américaine de soccer basé à Tulsa qui a été active de 1978 à 1985. Ils participent à sept saisons de NASL entre 1978 et 1984.
La franchise des Roughnecks est l'unique franchise professionnelle de l'État de l'Oklahoma à avoir remporté un championnat professionnel et détient ce record depuis leur titre au Soccer Bowl de 1983 (en).

## Historique

### Repères historiques
- 1978 : fondation du club sous le nom des Roughnecks de Tulsa
- 1985 : le club est dissout

### Histoire
Le 15 novembre 1977, Ward Lay annonce que la franchise d'Hawaï (en) déménage à Tulsa, dans l'État de l'Oklahoma,. Les raisons mises en avant sont les faibles affluences pour les rencontres à l'Aloha Stadium (l'affluence moyenne sur la saison régulière est de 4 543 spectateurs) et des frais de voyage élevés,. Les Roughnecks de Tulsa sont désignés comme franchise d'expansion à compter de la saison 1978. Le nom de la franchise est issu du surnom de la ville, « la capitale mondiale du pétrole », et occupe un rôle de premier rang dans l'industrie pétrolière américaine. L'anglais Bill Foulkes est choisi comme premier entraîneur du club.
Les Roughnecks font leur entrée en North American Soccer League en 1978. Lors de leur première rencontre officielle à domicile au Skelly Stadium devant 5 872 spectateurs, les Roughnecks affrontent l'Express de Detroit (en) le 1er avril 1978 et s'inclinent sur le score de 2-1 où le nord-irlandais Billy Caskey (en) inscrit le premier but de l'histoire du club. C'est le début du soccer professionnel à Tulsa. Les Roughnecks terminent deuxièmes de leur conférence et sont éliminés au premier tour des séries éliminatoires par les Kicks du Minnesota. Lors de la saison suivante, les Roughnecks sont éliminés en demi-finale de conférence par le Cosmos de New York. À la fin de la saison 1981, Joe Morrone (en) est élu meilleure recrue.
Il faut alors attendre la saison 1983 sous les ordres de Terry Hennessey (en) pour les voir remporter leur premier et unique Soccer Bowl (en). Les Roughnecks remportent la finale des séries éliminatoires contre le Blizzard de Toronto (victoire 2-0). L'Américain Njego Pesa (en) est élu meilleur joueur de la finale. 
Malgré ces succès sportifs, la franchise est proche de la faillite à la fin de la saison, et Terry Hennessey démissionne le 17 novembre 1983. En janvier 1984, Mark Savage, propriétaire de Tulsa Cable rachète la franchise. Pour la saison 1984, le néerlandais Wim Suurbier est choisi comme nouvel entraîneur de la franchise, puis le club ne se qualifie pas pour les séries. Le championnat de la NASL finira par s'effondrer sous son propre poids à la fin de la saison.
Après l'arrêt de la NASL, la franchise devient une équipe indépendante, après que la MISL refuse leur admission. Après onze rencontres, dont des rencontres contre les argentins du CA Independiente, les anglais de Sheffield United et les nord-irlandais de Linfield FC avec un bilan de huit victoires. La franchise joue sa dernière rencontre le 13 juillet pour une victoire de 4-3 face aux Strikers du Minnesota (en) devant 4 357 personne au Skelly Stadium. Les Roughnecks sont dissous le 17 juillet 1985.

### Reprise du nom
La franchise de Tulsa (en) des United Soccer Leagues durant les années 1990 et 2000, est nommée en Roughnecks de Tulsa, en hommage à la précédente équipe de la défunte NASL. Le 26 février 2014, la nouvelle franchise de Tulsa de la United Soccer League se nommera les Roughnecks de Tulsa, rendant hommage aux Roughnecks qui ont joué en North American Soccer League. Mais, à la suite d'un changement de propriétaire la franchise est renommée en FC Tulsa le 4 décembre 2019.

## Palmarès et résultats

### Palmarès
| Compétitions nationales | Soccer indoor                                                                        |
| - NASL (1) - Vainqueur du Soccer Bowl (en) : 1983 (en) | - NASL indoor (1) - Vainqueur : 1978                                                 |
| Récompenses individuelles |                                                                                      |
| - Meilleur recrue de la NASL (1) - Joe Morrone (en) en 1981 - Meilleur joueur du Soccer Bowl (en) (1) - Njego Pesa (en) en 1983 (en) - Équipe-type n°1 de la NASL (1) - Barry Wallace (en) en 1983 - Équipe-type n°2 de la NASL (4) - Barry Wallace en 1981, 1982 - Terry Moore en 1984 - Victor Moreland (en) en 1984 - Meilleur joueur de la NASL indoor (3) - Nino Zec (en) en 1978 - Tibor Molnár en 1978 - Laurie Abrahams (en) en 1983 - Équipe-type de la NASL indoor (4) - Nino Zec en 1978 - Milan Dovedan en 1978 - Tibor Molnár en 1978 - Gary Allison (en) en 1978 | - Meilleur buteur de la NASL indoor (2) - Nino Zec en 1978 - Laurie Abrahams en 1983 |

### Bilan par saison

#### NASL (1978-1984)
| Saison | Ligue | Saison régulière | Saison régulière | Saison régulière | Saison régulière | Saison régulière | Saison régulière | Saison régulière | Position | Séries éliminatoires      | Affluence |
| Saison | Ligue | M                | V                | N                | D                | BP               | BC               | Pts              | Position | Séries éliminatoires      | Affluence |
| ------ | ----- | ---------------- | ---------------- | ---------------- | ---------------- | ---------------- | ---------------- | ---------------- | -------- | ------------------------- | --------- |
| 1978   | NASL  | 30               | 15               | -                | 15               | 49               | 46               | 132              | 2e/4     | Premier tour              | 11 256    |
| 1979   | NASL  | 30               | 14               | -                | 16               | 61               | 56               | 139              | 3e/4     | Demi-finale de conférence | 16 426    |
| 1980   | NASL  | 32               | 15               | -                | 17               | 56               | 62               | 139              | 3e/4     | Premier tour              | 19 787    |
| 1981   | NASL  | 32               | 17               | -                | 15               | 60               | 49               | 154              | 3e/4     | Premier tour              | 17 188    |
| 1982   | NASL  | 32               | 16               | -                | 16               | 69               | 57               | 151              | 2e/4     | Quart de finale           | 14 554    |
| 1983   | NASL  | 30               | 17               | -                | 13               | 56               | 49               | 145              | 1er/4    | Vainqueur                 | 12 415    |
| 1984   | NASL  | 24               | 10               | -                | 14               | 42               | 46               | 98               | 4e/5     | Non qualifié              | 7 797     |

#### Soccer indoor (1978-1984)
| Saison    | Ligue       | Saison régulière | Saison régulière | Saison régulière | Saison régulière | Saison régulière | Position | Séries éliminatoires | Affluence |
| Saison    | Ligue       | M                | V                | D                | BP               | BC               | Position | Séries éliminatoires | Affluence |
| --------- | ----------- | ---------------- | ---------------- | ---------------- | ---------------- | ---------------- | -------- | -------------------- | --------- |
| 1978      | NASL indoor | 2                | 2                | 0                | 21               | 8                | -        | Vainqueur            | Inconnue  |
| 1979      | NASL indoor | 2                | 0                | 2                | 7                | 11               | -        | Troisième            | N/A       |
| 1979-1980 | NASL indoor | 12               | 7                | 5                | 63               | 64               | 3e/5     | Premier tour         | 4 657     |
| 1980-1981 | NASL indoor | 18               | 9                | 9                | 111              | 112              | 2e/4     | Non qualifié         | 5 288     |
| 1981-1982 | NASL Indoor | 18               | 10               | 8                | 128              | 103              | 3e/3     | Finale de conférence | 5 308     |
| 1983      | NASL indoor | 6                | 3                | 3                | 33               | 37               | 3e/4     | Troisième            | 3 293     |
| 1983-1984 | NASL indoor | 32               | 11               | 21               | 166              | 216              | 6e/7     | Non qualifié         | 3 707     |

## Stade

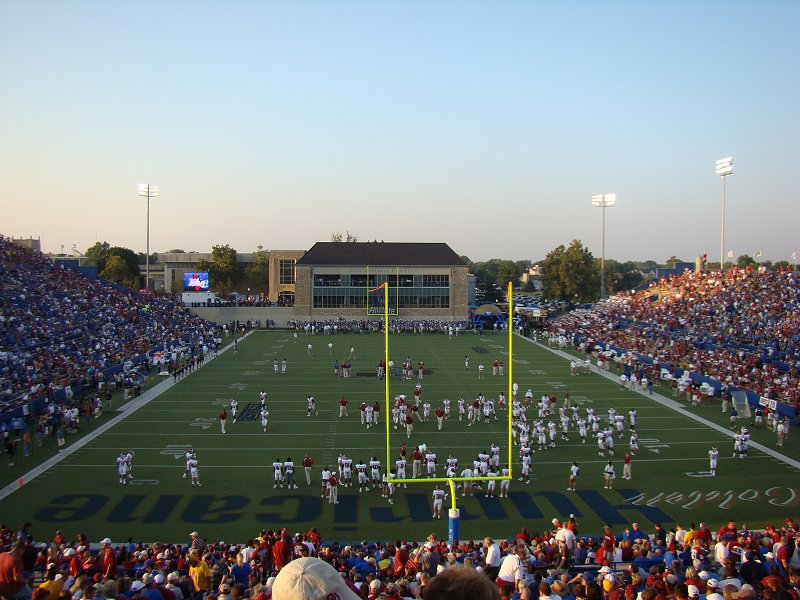
L'équipe joue ses saisons au Skelly Stadium entre 1978 et 1984.

Le premier et unique stade à accueillir les Roughnecks est le Skelly Stadium, stade de l'équipe de football américain de l'Université de Tulsa. Il a une capacité de 40 385 places. L'affluence moyenne sur la première saison régulière est de 11 256 spectateurs. La saison suivante, la fréquentation continue à augmenter de manière significative jusqu'à 16 426 spectateurs en moyenne.
La moyenne de 19 787 atteinte en 1980 sera le record du club. Le record d'affluence au Skelly Stadium est de 30 822 spectateurs pour la réception du Cosmos de New York le 26 avril 1980. Les moyennes de spectateurs diminuent chaque saison jusqu'en 1984.
Lors de leurs saisons de soccer intérieur (1978-1984), les Roughnecks évoluent au Tulsa Assembly Center, puis au Tulsa Fairgrounds Pavilion (en) situé à Tulsa.

## Couleurs et blason

1978-1983[24]
1984[24]

## Personnalités du club

### Propriétaires
Le tableau suivant présente la liste des propriétaires de la franchise entre 1978 et 1984.
| Rang | Nom                                                       | Période   |
| ---- | --------------------------------------------------------- | --------- |
| 1    | Ward Lay & Tom Keeter                                     | 1978–1980 |
| 2    | Rick Loewenherz, Carl Moore, Mike Kimbrel & Fred Williams | 1980–1983 |
| 3    | Mark Savage                                               | 1984      |

### Historique des entraîneurs
Le tableau suivant présente la liste des entraîneurs de la franchise entre 1978 et 1984.
| Rang | Nom                | Période |
| ---- | ------------------ | ------- |
| 1    | Bill Foulkes       | 1978    |
| 2    | Alex Skotarek (en) | 1978    |
| 3    | Alan Hinton (en)   | 1979    |

| Rang | Nom                                 | Période   |
| ---- | ----------------------------------- | --------- |
| 4    | Charlie Mitchell (en)               | 1980-1981 |
| 5    | Terry Hennessey (en)                | 1981-1983 |
| -    | Steve Earle (en) (soccer intérieur) | 1983-1984 |
| 6    | Wim Suurbier                        | 1984      |

### Joueurs emblématiques
Quelques joueurs célèbres et importants pour les Roughnecks, classés par ordre d'arrivée au club :
- Billy Caskey (en) (1978, 1980-1985)
- Laurie Abrahams (en) (1979, 1982-1983)
- Alan Woodward (en) (1979-1981)
- Iraj Danaeifard (1980-1985)
- Barry Wallace (en) (1980-1984)
- Victor Moreland (en) (1980-1984)
- Jóhannes Eðvaldsson (1980-1981)
- Dave McCreery (1981-1982)
- Chris McGrath (en) (1981-1982)
- Terry Moore (1982-1984)
- Ron Futcher (en) (1983-1984)
- Zequinha (en) (1983-1984)